# Erik Hedman
Erik Fredrik Abraham Hedman, född 6 september 1883 i Stockholm, död 5 januari 1959 i Solna, var en svensk grafiker.
Han var son till grosshandlaren Erik Gustav Mattsson och Sofia Wilhelmina von Döbeln och från 1917 gift med Ebba Kristina Ohlson. Hedman studerade grafik för Axel Tallberg vid Konstakademiens etsningsskola 1913–1917 samt under studieresor till Italien och Norge. Separat ställde han bland annat ut i Göteborg och Bergen. Han medverkade i samlingsutställningar med Grafiska sällskapet och Sveriges allmänna konstförening. Hans konst består av landskapsmotiv i syreetsade blad, akvatint, torrnålsetsningar och akvareller. Hedman är representerad vid Nationalmuseum, Göteborgs konstmuseum, Malmö museum, Thielska galleriet, Östersunds museum Uddevalla museum, Bergen museum, Oslo museum och Trondheims museum. Han är begravd på Lovö skogskyrkogård.